# Gabriel Fabricy
Gabriel Fabricy est un théologien et bibliographe dominicain français, mort à Rome en 1800.

## Biographie
Gabriel Fabricy nait vers 1725, à Saint-Maximin, près d’Aix-en-Provence. Il entre de bonne heure dans l’Ordre des Prêcheurs, dont il prend l’habit et formule les vœux en cette dernière ville. Élevé à la dignité de provincial, il part pour Rome vers 1760. Séduit par les ressources mises à sa disposition, les confrères qu’il y rencontre le retiennent dans la maison qu’ils y possèdent. Ils lui conférèrent la fonction de lecteur en théologie ; et comme il cultive en même temps les belles-lettres « avec distinction », l’Académie d'Arcadie se l’agrège. Il est par la suite choisi pour prendre un poste de docteur théologien de la bibliothèque de Casanata, léguée en 1700, par le cardinal Girolamo Casanate aux dominicains du couvent de la Minerve. Il travaille avec le Père Audifredi à en faire un Catalogue dont seuls quatre volumes sont publiés ; le Père Audifredi, qui en compose la préface, y déclare la part considérable que le Père Fabricy a eue dans ce travail. Les œuvres que celui-ci a publiées lorsque parait le troisième tome de ce catalogue, c’est-à-dire en 1788, y sont indiquées de la manière suivante :
- Recherches sur l’époque de l’équitation et l’usage des chars équestres chez les anciens, où l’on montre l’incertitude des premiers temps historiques des peuples relativement à cette date, 2 parties en un gros vol. in-8°, Marseille (Rome), 1764 et 1765 ;
- Mémoire pour servir à l’Histoire littéraire des deux PP. Ansaldi, des PP. Mamachi, Patuzzi, Richini et de Rubeis ; avec un autre concernant les ouvrages de M. Cornet, et l’explication d’une loi de Moïse portant défense de faire amas de chevaux, etc. : ces divers opuscules sont imprimés dans le Dictionnaire universel des sciences ecclésiastiques du P. Richard, t. 5 et 6 ;
- une Lettre, insérée dans le Journal ecclésiastique de l’abbé Dinouart (novembre 1768), sur l’ouvrage du P. Mamachi : De animabus justorum in sinu Abrahæ ante Christi mortem expertibus beatæ visionis ;
- Des titres primitifs de la révélation, ou Considérations critiques sur la pureté et l’intégrité du texte original des livres saints de l’Ancien Testament, Rome, 1772, 2 vol. in-8°. Ouvrage important, plus célèbre que tous les autres du même auteur ;
- Censoris theologi diatribe qua bibliographiæ antiquariæ et sacræ critices capita aliquot illustrantur, Rome, 1782, in-8°, se trouve à la suite du Specimen variarum lectionum sacri textus, etc., de Giovanni Bernardo De Rossi.